# Neochelonia pratti
Neochelonia pratti là một loài bướm đêm thuộc phân họ Arctiinae, họ Erebidae.